# Hypnum gracilirameum
Hypnum gracilirameum är en bladmossart som beskrevs av C. Müller och Ferdinand François Gabriel Renauld 1898. Hypnum gracilirameum ingår i släktet flätmossor, och familjen Hypnaceae. Inga underarter finns listade i Catalogue of Life.